# Барта, Тамаш
Та́маш Ба́рта (7 июля 1948, Будапешт — 16 февраля 1982, Лос-Анджелес) — венгерский рок-музыкант, известный как первый гитарист рок-группы Locomotiv GT в 1971—1974 годах.

## Биография
Родился в 1948 году в Будапеште, рос единственным ребёнком в еврейской семье. Его отец Йожеф Барта (1919—1974) был сотрудником информационного отдела городской службы санитарно-эпидемиологического надзора; его мать Эдит Фридман (1921—2008), уроженка Ченгера, пережила Холокост, потеряв всю семью. В старших классах начальной школы обучался игре на скрипке (1958—1962). В 1962 году поступил в Инженерный техникум имени Енё Ландлера, в котором учился вместе с будущим рок-вокалистом и клавишником Миклошем Феньё; в 1964 году из-за непосещаемости они оба были отчислены из техникума. Впоследствии окончил электротехнический техникум имени Отто Блати. В 1965 году, за год выучившись играть на электрогитаре, был принят в группу Миклоша Феньё Syconor. После ухода из группы Феньё, в мае 1968 года был принят в состав Gemini. В июне 1968 года он был призван в армию и был вынужден прервать занятия музыкой; был комиссован по состоянию здоровья 14 октября 1968 года. С ноября того же года в качестве приглашённого музыканта выступал с группой Syrius (в августе 1969 года созданная им композиция «Fáradt A Nap» в исполнении Sirius вышла отдельным синглом), а в 1969 году был вновь принят в новую группу Миклоша Феньё — Hungária, приняв участие в записи их дебютного альбома «Koncert a Marson» (концерт на Марсе), который вышел в мае 1970 года (по результатам опроса критиков, группа была названа лучшим бит-коллективом, а Тамаш Барта и Ласло Модьороси — лучшими гитаристами года, что принесло им известность в музыкальных кругах). В конце 1970 года Hungária записала второй альбом Tűzveszélyes (последний с участием Барты), который вышел весной следующего года без названия на конверте.
В декабре 1970 года покинувший группу Omega Габор Прессер пригласил Барту, рекоммендованного ему вокалистом Кароем Френрейсом, в супергруппу Locomotiv GT, которая была официально аннонсирована 6 апреля 1971 года. Тамаш Барта участвовал в записи первых трёх альбомов нового коллектива — Locomotiv GT (1971), Ringasd el magad и Bummm!, принесших группе широкую популярность. Помимо гитары он использовал в некоторых записях банджо и губную гармонику, а также разделил с Габором Прессером функции основного композитора группы. Музыкальный стиль Барты в значительной мере базировался на американской музыке, прежде всего рок-н-ролле, ритм-н-блюзе и даже кантри. В 1973 году он снялся в первом венгерском мюзикле «Képzelt riport egy amerikai popfesztiválról» Габора Прессера и Анны Адамиш по повести Тибора Дери, в основе сюжета которой был воображаемый американский музыкальный фестиваль.
В 1972 году Барта вместе с Locomotiv GT принял участие в записи альбома Шарлоты Залатнаи Álmodj velem, а также в записи альбома Кати Ковач Kovács Kati és a Locomotiv GT (1974). Помимо участия в создании ряда хитов Locomotiv GT, Барта написал несколько песен для этих двух певиц. В январе — феврале 1974 года Locomotiv GT записал англоязычный вариант альбома Bummm! в Лондоне; во время студийной работы (31 января) в Будапеште умер отец Барты.
В 1974 году, во время первых гастролей Locomotiv GT в США, Барта стал невозвращенцем (за невозрващение был в 1977 году осуждён венгерским судом in absentia на два года тюремного заключения): 28 июля в Лас Вегасе он зарегистрировал брак с американской участницей гастролей Locomotiv GT, а в сентябре, после завершения студийной работы над записью нового англоязычного альбома в Голливуде, объявил остальным музыкантам о намерении остаться в США, поселился с женой в Лос-Анджелесе, где попробовал себя в качестве сессионного музыканта и выступал в сопровождающем Джонни Риверса ансамбле. Остальные участники группы покинули США без него и вскоре его место в составе занял Янош Карачонь. В 1974 году в США под эпонимическим названием Locomotiv GT вышел англоязычный альбом, записанный с Бартой (и продюсером Джимми Миллером) в Лондоне до переезда в США (переиздан в 1976 году в Югославии). Завершённый же под рабочим названием All Aboard с тем же продюсером американский альбом в результате сложившейся вокруг Барты ситуации выпущен так и не был, хотя мастер-ленты сохранились в архивах ABC Records и были обнаружены и изданы (за исключением двух песен) в Венгрии в новом ремиксе в 1988 году под названием Locomotiv GT '74 USA.
В первые годы в новой стране Тамаш Барта развёлся с женой, приобрёл собственный дом и, по слухам (которые опровергает семья музыканта), пристрастился к наркотикам, а к концу 1970-х годов совсем отошёл от музыки и занялся успешным бизнесом по распространению бумажной продукции. Тамаш Барта был обнаружен мёртвым в своём доме в Лос-Анджелесе, с огнестрельным ранением в грудь. Официальной причиной смерти было объявлено самоубийство, но семья музыканта спустя десятилетия после смерти гитариста начала настаивать на перерасследовании дела, так как по некоторым сведениям на теле Барты было обнаружено два ранения (в грудь и в плечо). В 2021 году усилия по пересмотру дела вела проживающая в Португалии племянница музыканта — режиссёр-документалист Эстер Хайду (венг. Eszter Hajdú); она же создала документальный фильм «Barta Tamás — Siess haza, vár a mama» (Тамаш Барта: Спеши, мама ждёт дома, 2020), основанный на аудиопереписке музыканта с оставшейся в Венгрии матерью. В 1992 году, к десятилетней годовщине со дня смерти музыканта вышел сборник Locomotiv GT «In Memoriam Barta Tamás (1948—1982) Emléklemez» с композициями, в которых он принимал участие.
В 2010 году на фасаде дома на улице Изабеллы № 39/b в Будапеште, где жил Тамаш Барта, была установлена памятная дощечка с барельефом музыканта.